# Der Kristallpalast, London

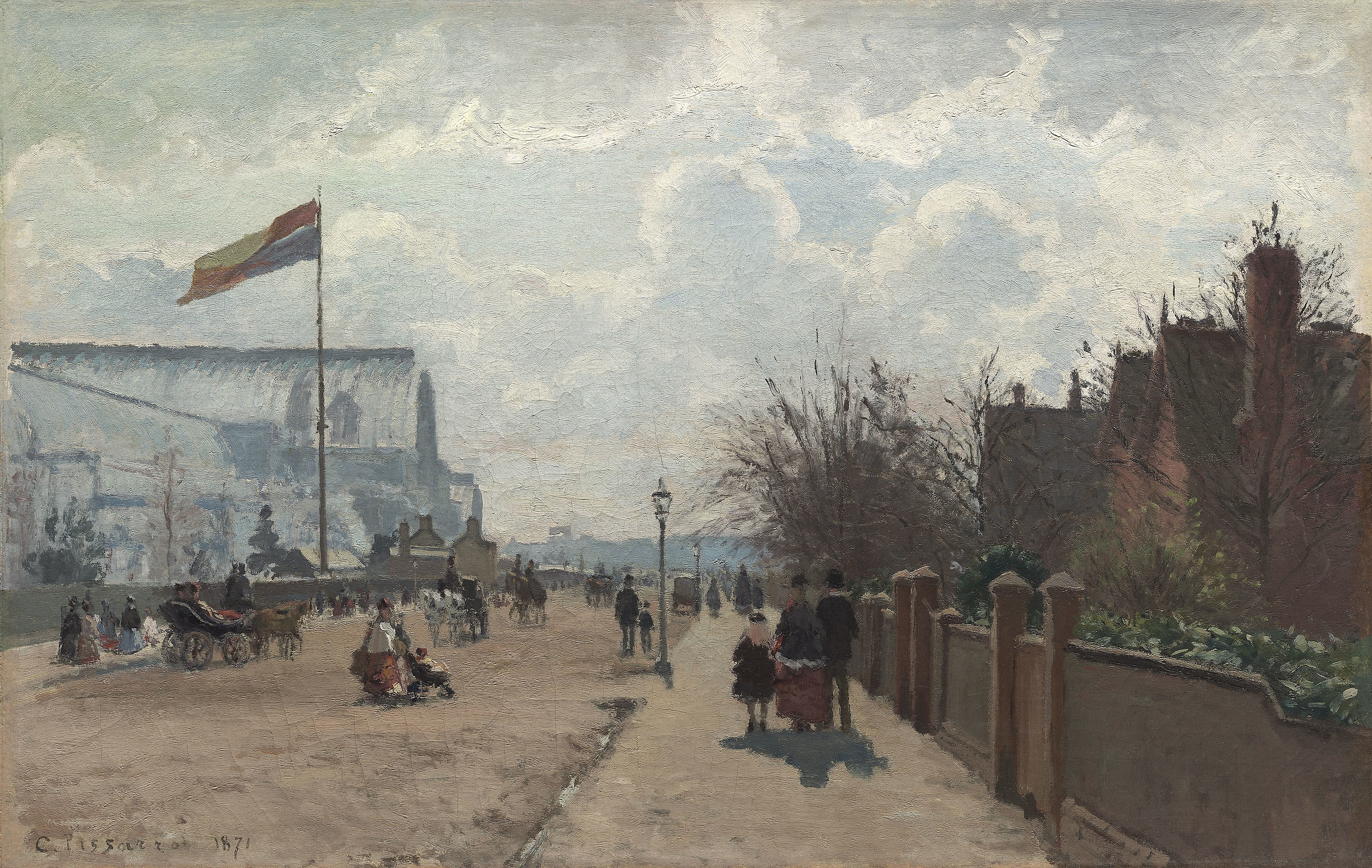
Der Kristallpalast, London
Camille Pissarro, 1871
47,2 × 73,5 cm
Öl auf Leinwand
Art Institute of Chicago

Der Kristallpalast, London (französisch: Le Crystal Palace, Londres) ist ein Gemälde des französischen Malers Camille Pissarro. Das 47,2 cm hohe und 73,5 cm breite, in Öl auf Leinwand gemalte Bild zeigt eine Straße in Sydenham im Süden von London. Der Crystal Palace (Kristallpalast) der Londoner Weltausstellung von 1851 ist im Hintergrund zu sehen. Pissarro malte das Bild 1871, als er vor dem Deutsch-Französischen Krieg nach London geflohen war. Das Gemälde befindet sich seit 1972 in der Sammlung des Art Institute of Chicago.

## Bildbeschreibung
Das Gemälde zeigt eine Straße im Londoner Vorort Sydenham an einem Frühlingstag des Jahres 1871. Die Straße mit der Bezeichnung Crystal Palace Parade nimmt mit den auf beiden Seiten flankierenden Gehwegen den Großteil des Bildvordergrundes ein. Straße und Gehwege sind mit einigen Personen bevölkert. Auf der linken Seite erhebt sich im Hintergrund das Ausstellungsgebäude des Crystal Palace, auf der rechten Seite gibt es eine Reihe von Wohnhäusern. Straße und Gehwege verlaufen diagonal von den Rändern zur Bildmitte auf einen Fluchtpunkt am Horizont zu. Als vertikale Linien gliedern ein Flaggenmast vor dem Crystal Palace, zwei Gaslaternen auf dem rechten Gehweg und die Zaunpfosten vor den Häusern das Bild. Hinzu kommen als horizontale Linien die Dächer der Häuser und das Tonnendach vom Querschiff des Crystal Palace.
Auf der in hellen Tönen gemalten Straße befinden sich einige Kutschen, davon ein offener Wagen auf der linken Seite, der auf milde Temperaturen schließen lässt. Darüber hinaus gibt es mehrere Gruppen von Fußgängern. Auf dem rechten Bürgersteig befindet sich eine Dreiergruppe aus Mann, Frau und Kind in Rückansicht, deren lange Schatten zum Bildbetrachter hin auf den Gehweg fallen. Demnach kommt das Tageslicht von einer tiefstehenden Sonne und hüllt die Szenerie in ein diffuses Gegenlicht. Weitere Personen sind eine die Straße überquerende Frau, die einen Kinderwagen schiebt, in einiger Entfernung links neben der ersten Gaslaterne ein Mann mit einem Kind und auf dem linken Gehweg eine Gruppe von Frauen. Weitere Personen im Hintergrund sind nur schemenhaft zu erkennen. Von keiner der Personen ist ein Gesicht zu sehen. Obschon die Szenerie mit Personen bevölkert ist, zeigt sie nicht das quirlige Leben einer Großstadt, wie es beispielsweise am Trafalgar Square im Stadtzentrum anzutreffen gewesen wäre, sondern die ruhige Atmosphäre einer Vorstadt.
Zu dieser Vorstadtstimmung gehören auch die zweigeschossigen Wohnhäuser auf der rechten Seite. In Ziegelbauweise mit spitzen Giebeln sind sie typische Häuser der englischen Mittelklasse, wie sie in vielen im 19. Jahrhundert erbauten englischen Vororten zu finden sind. Die Grundstücke sind zur Straße hin mit einem blickdichten Zaun abgegrenzt, dahinter finden sich Hecken oder Büsche. Vereinzelt stehen Bäume in den Gärten, deren filigranes Astwerk gut zu erkennen ist. Das Fehlen von Blattwerk an den Bäumen lässt auf einen frühen Frühlingstag schließen. Den bescheidenen Wohnhäusern steht auf der anderen Straßenseite der imposante Bau des Crystal Palace mit seiner Glas- und Eisenkonstruktion gegenüber. Seinerzeit eines der größten Gebäude der Welt, hat Pissarro es angeschnitten an den linken Bildrand gesetzt und die Außenflächen bei diffusem Licht in verschiedenen Grautönen gemalt. Das bekannte Gebäude steht nicht im Bildmittelpunkt, sondern tritt bei der Darstellung einer Alltagsszene in den Hintergrund.
Den oberen Teil des Bildes nimmt der in Grau, Blau und Weiß gehaltene Himmel mit seinen verschiedenen Wolkenformationen ein. Mit bewegtem Pinselstrich hat Pissarro die unterschiedliche Lichtsituation eingefangen und dem Himmel eine lebendige Stimmung verliehen. Auch wenn die Sonne nicht direkt zu sehen ist, kann sie hinter den grauen Wolken mit ihren weißen Rändern am oberen Rand der Bildmitte erahnt werden. Das Bild ist unten links signiert und datiert mit „C. Pissarro 1871“.

## Hintergründe zur Entstehung des Gemäldes

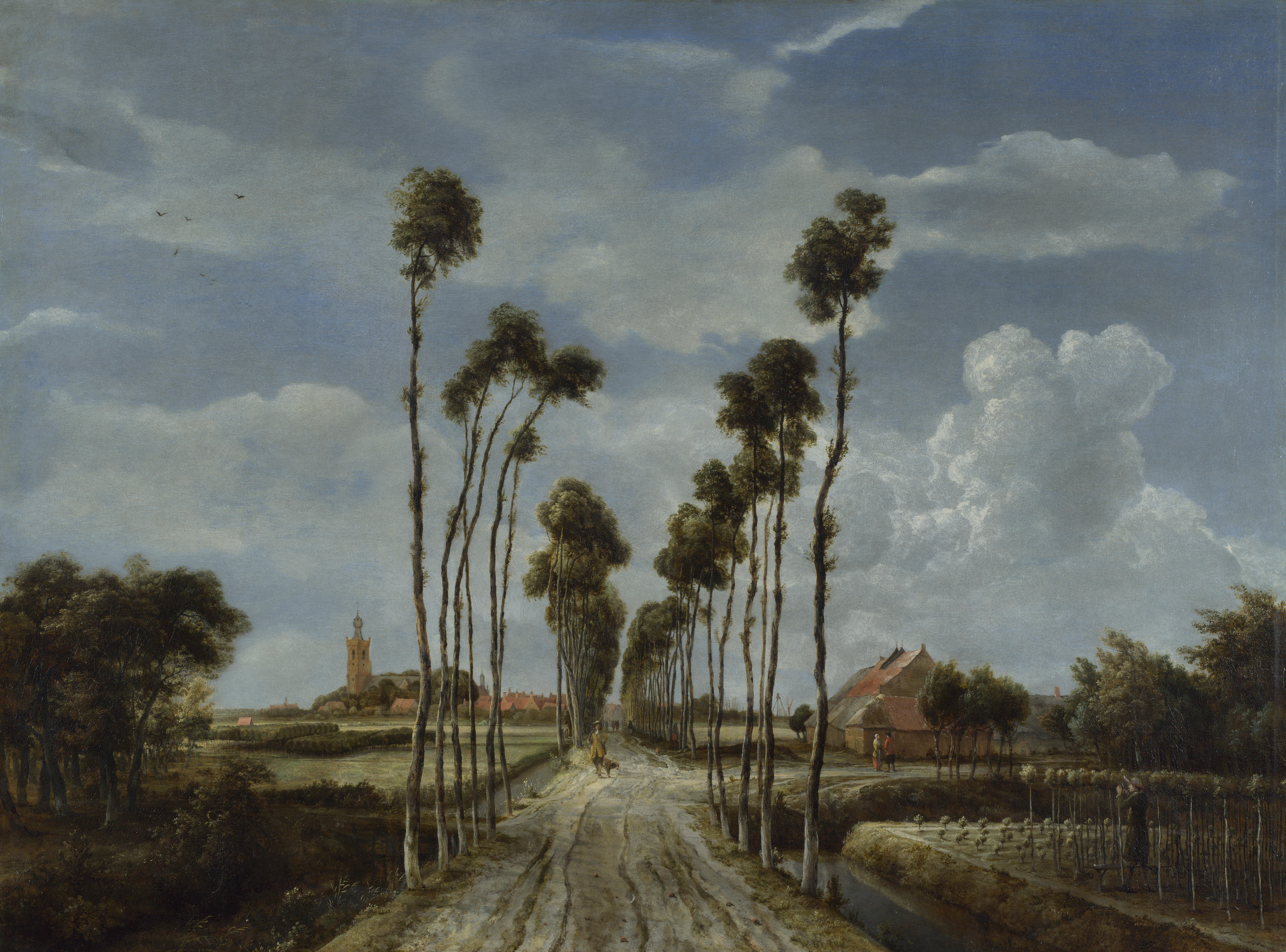
Meindert Hobbema:
Allee von Middelharnis, 1689

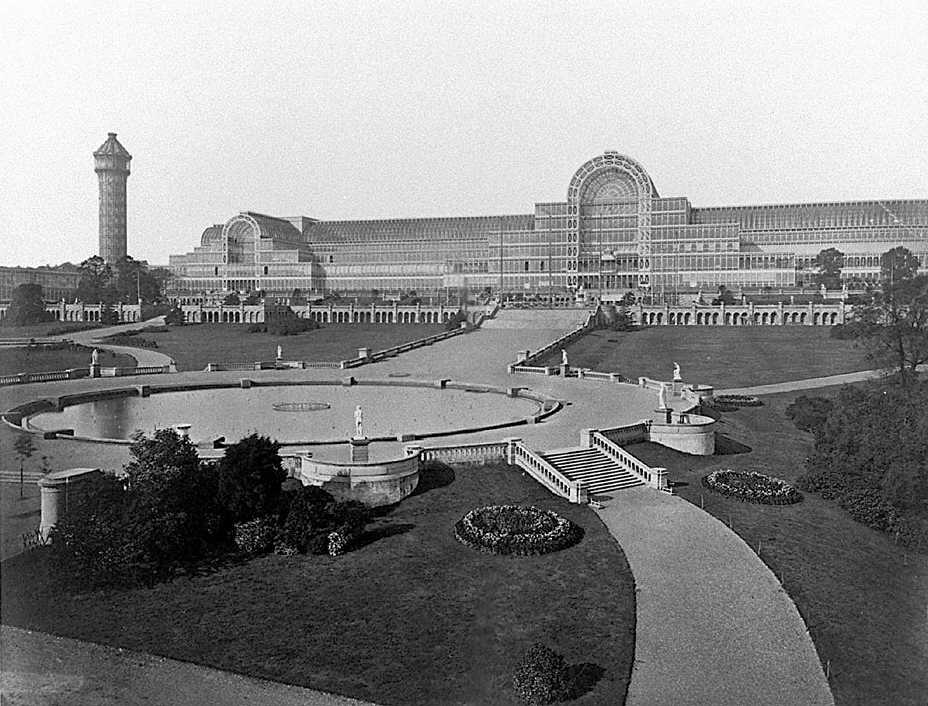
Fotografie des Crystal Palace in Sydenham, 1854

Nach Beginn des Deutsch-Französischen Krieges 1870 floh Pissarro mit seiner schwangeren Freundin Julie Vellay und den gemeinsamen Kindern Lucien und Jeanne-Rachel, genannt Minette, von seinem Wohnort Louveciennes in der Nähe von Paris zunächst nach Lassay-les-Châteaux im Département Mayenne, wo der befreundete Maler Ludovic Piette wohnte. Hier kam am 21. Oktober die Tochter Adèle-Emma zur Welt, die bereits am 5. November 1870 verstarb. Möglicherweise ist die Frau mit Kinderwagen, die im Gemälde Der Kristallpalast, London die Straße quert, eine Anspielung auf die Geburt und den Verlust der jüngsten Tochter.
Kurze Zeit später verließen Pissarro und seine Familie Lassay-les-Châteaux und schifften sich nach England ein. Nach London waren bereits seine Mutter Rachel und sein Bruder Alfred mit Familie geflüchtet und hatten sich im südlichen Vorort West Norwood niedergelassen, wo auch Camille Pissarro mit seiner Familie eine Wohnung bezog. Sie blieben bis zur Beendigung der Pariser Kommune in England. Kurz vor der Abreise nach Paris heiratete Camille Pissarro seine Freundin Julie Vellay am 14. Juni 1871 in London.
In der britischen Hauptstadt traf Pissarro den ebenfalls vor dem Krieg geflohenen Malerfreund Claude Monet und den Pariser Kunsthändler Paul Durand-Ruel, der ihm zwei Bilder abkaufte und Ausstellungen für ihn organisierte. Zusammen mit Monet besuchte Pissarro verschiedene Museen und studierte die Werke der englischen Maler John Constable und William Turner, deren Landschaftsgemälde Einfluss auf sein eigenes Werk hatten. Als direktes Vorbild für das Gemälde Der Kristallpalast, London gilt hingegen das Bild Allee von Middelharnis von Meindert Hobbema, das erst im März 1871 in die Sammlung der Londoner National Gallery gelangte, wo es Pissarro sicher gesehen hatte. Hier findet sich die Vorlage für die direkt auf den Bildbetrachter zulaufende Straße. Die Alleebäume, die bei Hobbema als vertikale Linien das Bild prägen, hat Pissarro in seinem Gemälde durch Gaslaternen und den Flaggenmast ersetzt. Auch die Wolkenformationen in beiden Bildern gleichen sich. Durch den Rückgriff auf ein Bild des niederländischen Barocks und der gleichzeitigen Motivwahl des modernen Crystal Palace verband Pissarro Vergangenheit und Gegenwart geschickt miteinander.
Obwohl in den Hintergrund gerückt, ist der Londoner Crystal Palace namensgebend für das Gemälde. Der imposante Bau war 1851 nach Entwürfen von Joseph Paxton im Hyde Park im Londoner Stadtzentrum errichtet worden und diente als zentrales Ausstellungsgebäude der Great Exhibition, wie die erste Weltausstellung genannt wurde. Der überwiegend aus Glas und Gusseisen gefertigte Bau beeindruckte die zahlreichen Besucher nicht nur wegen seiner Größe, sondern auch durch seine neuartige Architektur. Das zunächst nur für die Weltausstellung vorgesehene Gebäude wurde anschließend abgebaut und in Sydenham, einem südlichen Vorort von London, in einem Park neu aufgebaut. Eine Fotografie von 1854 zeigt den Crystal Palace am neuen Standort und die ihn umgebene Parkanlage mit den aufwendig gestalteten Brunnenanlagen. Auch in Sydenham diente der Crystal Palace als Ausstellungsbau und zog als neues Londoner Wahrzeichen auch in den folgenden Jahrzehnten zahlreiche Besucher an, bis er 1936 durch ein Feuer zerstört wurde.
Der Crystal Palace war von Beginn an bei den zeitgenössischen Malern ein beliebtes Motiv. Der Brite William White Warren gehörte zu den frühen Künstlern, die den Crystal Palace in Sydenham malten. In seinem etwa 1854–1866 entstandenen Bild The Crystal Palace from Penge (National Gallery, London) betont er die ländliche Umgebung, in der der Crystal Palace nun seinen Bestimmungsort gefunden hat. Sein Blick geht von einem Hügel hinweg über grüne Wiesen auf den in einiger Entfernung befindlichen Ausstellungsbau. Ganz anders die Darstellung des Franzosen Charles-François Daubigny, der den Crystal Palace 1866 in einer Bleistiftskizze festhielt. Er zeigt das Gebäude ähnlich der Fotografie von 1854 von der Parkseite mit dem großen Brunnen im Vordergrund. Auch mehrere Jahrzehnte nach Pissarro fand der Palast das Interesse der Maler. So schuf Jacques-Émile Blanche 1907 eine Ansicht des Gebäudes mit dem Titel Crystal Palace, Sydenham, London (Museum of London). Anders als bei Pissarro nimmt der Crystal Palace bei Blanche nahezu das gesamte Bild ein. Auffallend ist, dass Pissarro im Gegensatz zu seinen Malerkollegen die Rückseite des Crystal Palace malte. Er zeigt weder die repräsentative Front, noch ging es ihm um die Darstellung der Monumentalität des Gebäudes, sondern er bettete den Crystal Palace in den Alltag einer Vorstadt ein.

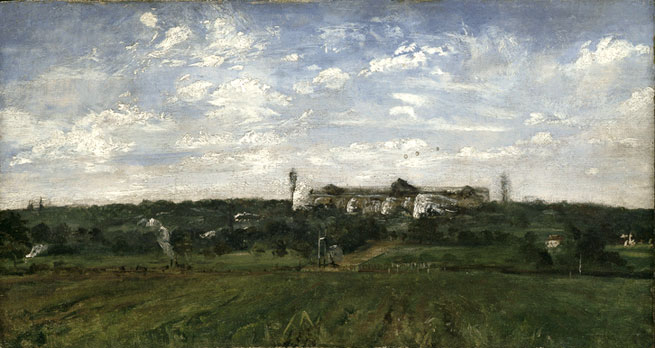
William White Warren: The Crystal Palace from Penge, um  1854–1866
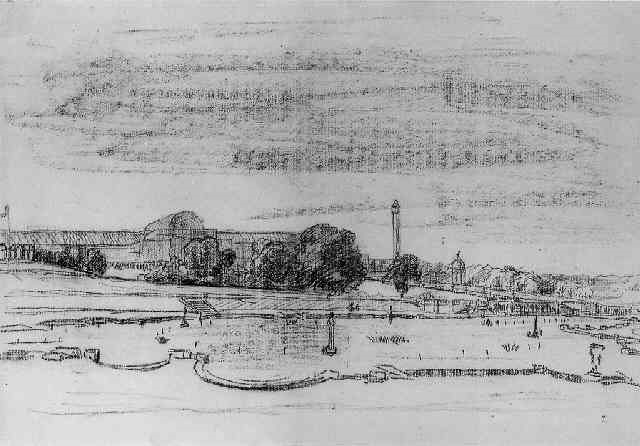
Charles-François Daubigny: Crystal Palace, 1866
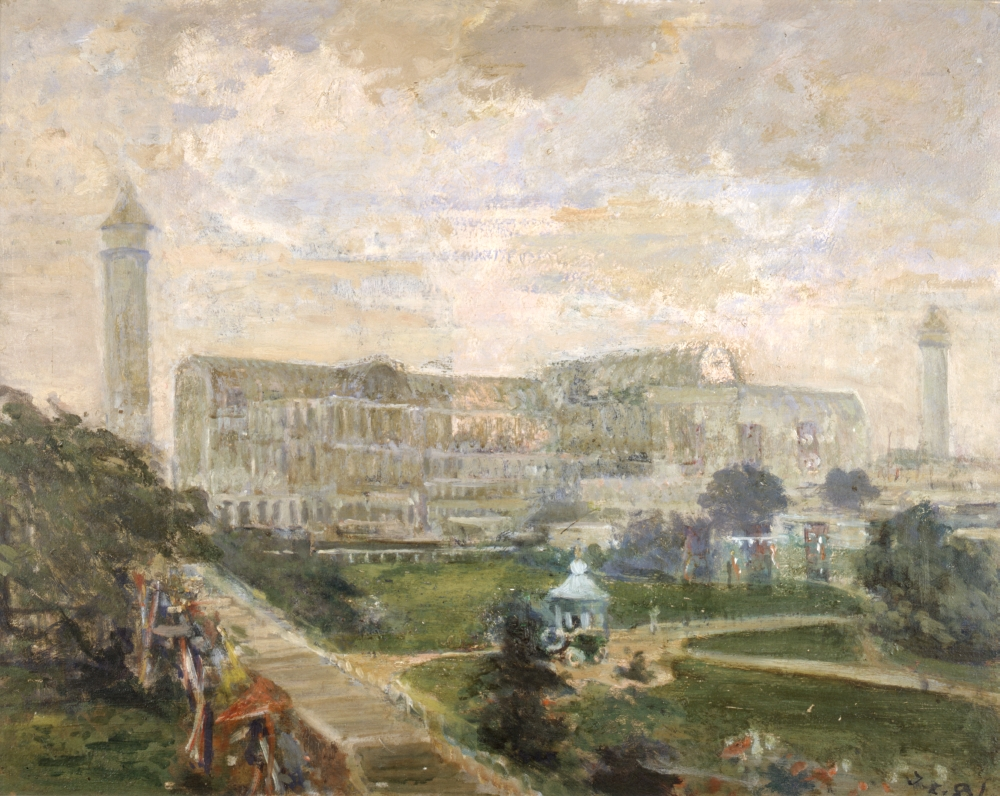
Jacques-Émile Blanche: Crystal Palace, Sydenham, London, 1907
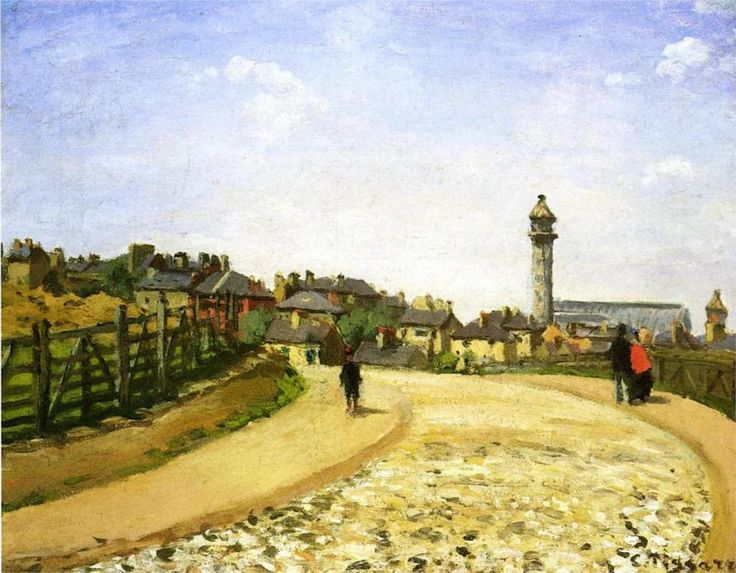
Camille Pissarro: Le Crystal Palace, Upper Norwood, um 1871

Dies wird auch in einer zweiten Ansicht des Crystal Palace deutlich, die Pissarro vermutlich etwas später im Frühsommer 1871 malte. Im Gemälde Le Crystal Palace, Upper Norwood (Privatsammlung) malte er den Crystal Palace wiederum im Bildhintergrund. Im Vordergrund ist eine geschwungene Landstraße zu sehen, die von Weidezäunen begrenzt wird. Am Horizont sind in einer leicht hügeligen Landschaft dicht an dicht Wohnhäuser zu sehen, über denen am rechten Rand das Querschiff des Crystal Palace und einer der flankierenden Wassertürme herausragen. Die beiden Bilder mit dem Motiv des Crystal Palace reihen sich ein in eine Folge von Londoner Stadtansichten, die stets die Landschaft der Vororte thematisiert. Pissarro zeigte in den 1870/1871 entstandenen Bildern das bürgerliche Leben seiner Londoner Nachbarschaft. Die touristischen Motive im Stadtzentrum, etwa Ansichten der Themse mit Parlamentsgebäude, Tower oder St Paul’s Cathedral, interessierten Pissarro zu dieser Zeit nicht. Erst 1890 entstand bei einem weiteren Londonaufenthalt das Gemälde Charing Cross Bridge, London (National Gallery of Art, Washington D.C.), bei dem die Themse und im Hintergrund das Parlamentsgebäude zu sehen sind.

## Provenienz
Pissarro verkaufte das Gemälde kurz nach seiner Entstehung vermutlich 1871 an den Kunsthändler Paul Durand-Ruel. Danach gelangte das Bild in die Sammlung des Dampfmaschinenfabrikanten Charles John Galloway (1833–1904) aus Knutsford, Cheshire. Nach seinem Tod kam das Bild 1905 im Londoner Auktionshaus Christie’s zur Versteigerung und ging am 24. Juni für 68,5 britische Shilling an die Pariser Kunsthandlung Bernheim-Jeune. Diese verkaufte das Bild bereits am 4. Juli 1905 an den Kunsthändler Paul Durand-Ruel weiter. In dessen New Yorker Filiale lagerte das Bild mehrere Jahrzehnte, bis es am 19. Juni 1941 an den Sammler Henry J. Fisher  aus Greenwich (Connecticut) verkauft wurde. Nach seinem Tod 1965 veräußerten seine Erben das Bild 1968 an Mr. und Mrs. B. E. Bensinger aus Chicago. Die Eheleute Bensinger stifteten das Gemälde 1972 dem Art Institute of Chicago.